# استخدام معاداة السامية كسلاح
يشير مصطلح تسليح معاداة السامية أو استخدام معاداة السامية كسلاح إلى الاستغلال المنهجي لاتهامات معاداة السامية لمواجهة الخطاب المناهض للصهيونية أو لإسكات الانتقادات الموجهة للحكومة الإسرائيلية.  وقد برزت هذه الظاهرة في سياقات متنوعة، أبرزها الصراع العربي الإسرائيلي، والنقاشات الدائرة حول مفهوم معاداة السامية الجديدة، والجدل المحيط بالتعريف العملي لمعاداة السامية الذي تبناه التحالف الدولي لإحياء ذكرى الهولوكوست. 
وقد وُصفت الاتهامات بمعاداة السامية، حين تُستخدم بسوء نية، بأنها شكل من أشكال حملات التشهير،  أو التضليل، وشُبهت بلعب ورقة العرق.  وعندما تُوجه هذه الاتهامات ضد اليهود أنفسهم (ممن ينتقدون إسرائيل)، يشيع صياغة الإدّعاء باستخدام التعبير المُحقِّر "يهود كارهون لذواتهم". 
وفي المقابل، تعرض مصطلح "تسليح معاداة السامية" بحد ذاته للانتقاد. إذ يرى باحثون متخصصون في دراسات معاداة السامية المعاصرة أن هذا المصطلح قد تحول إلى أداة خطابية شائعة تُستخدم عبر الطيف السياسي بهدف نزع الشرعية عن المخاوف الحقيقية المتعلقة بمعاداة السامية، وخصوصًا ضمن الخطاب اليساري المناهض للصهيونية. 

## نبذة تاريخية
في عام 1943، وصم دافيد بن غوريون محكمة بريطانية بمعاداة السامية، وذلك على إثر قرارها بـ"توريط قادة صهاينة في تهريب الأسلحة".  ويرى كريستوفر سايكس أن هذه الحادثة دشنت "مرحلة جديدة في الدعاية الصهيونية"، وهي مرحلة أصبح فيها "كون المرء معاديًا للصهيونية مرادفًا لكونه معاديًا للسامية".  ويعلق نعوم تشومسكي على ذلك بالقول إنه على الرغم من أن سايكس يرجع أصول تسليح معاداة السامية إلى هذه الواقعة، إلا أن هذا التكتيك "لم يُصقل ليصبح فنًا رفيعًا إلا في فترة ما بعد عام 1967، وبشكل متزايد كلما أصبح من الصعب الدفاع عن السياسات المتبعة".  وفي عام 1973، بلور وزير الخارجية الإسرائيلي، أبا إيبان، هذه الاستراتيجية بوضوح حين كتب: "إن إحدى المهام الرئيسية لأي حوار مع العالم غير اليهودي هي إثبات أن التمييز بين معاداة السامية ومعاداة الصهيونية ليس تمييزًا على الإطلاق. فمعاداة الصهيونية ما هي إلا الشكل الجديد لمعاداة السامية".  وقد علق تشومسكي على تصريح إيبان هذا بتهكم قائلاً: "إنه موقف مناسب بالفعل، فهو يستبعد ببساطة 100% من أي تعليق نقدي!". 
في أوائل خمسينيات القرن العشرين، وُصفت الصحفية الأمريكية دورثي ثومبسون، التي كانت من أشد المؤيدين للصهيونية سابقًا، بأنها معادية للسامية، وذلك بعد أن تحولت إلى انتقاد الحركة الصهيونية. ونتيجة لهذه الاتهامات، "فقدت أصدقاءها وعملها ونفوذها السياسي".  وقد بدأ تحول ثومبسون نحو مناهضة الصهيونية والدفاع عن اللاجئين الفلسطينيين عقب رحلة قامت بها إلى فلسطين في عام 1945.  وتعلق الأستاذة الجامعية ليندسي ستونبريدج على قصتها قائلة: "اليوم، يرى الكثيرون في قصتها حالة إسكات لصوت إنساني جريء، وليس من الصعب فهم السبب". لكنها تستدرك قائلة: "لا يمكن أن يكون هناك شك في أن معاداة السامية كانت سمة حاضرة في كتابات ثومبسون اللاحقة". 
وفي مذكراته التي نُشرت عام 1956، رفض الضابط العسكري البريطاني جون باغوت غلوب اتهامه بمعاداة السامية بسبب انتقاده لإسرائيل، وكتب قائلاً: "لا يبدو لي من العدل أو الحكمة أن يتم وصم من يوجه انتقادات مماثلة للحكومة الإسرائيلية بالوصمة الأخلاقية المرتبطة عادةً بمعاداة السامية".  ويعزو المؤرخ الإسرائيلي بيني موريس هذا الأمر إلى "وجود ميل لدى الإسرائيليين واليهود في الشتات لاعتبار النقد الحاد لإسرائيل معادلًا لمعاداة السامية، أو على الأقل نابعًا منها". ورغم ذلك، يضيف موريس أن مناهضة غلوب للصهيونية "شابتها بالفعل درجة من معاداة السامية". 
تذكر الباحثة شيريل روبنبرغ أنه خلال حقبة الثمانينيات من القرن العشرين، قامت جماعات مؤيدة لإسرائيل بوصف العديد من الشخصيات العامة البارزة بمعاداة السامية. وشملت هذه القائمة صحفيين مثل أنتوني لويس، ونيكولاس فون هوفمان، وجوزيف سي. هارش، وريتشارد كوهين، وألفرد فريندلي؛ ومؤلفين مثل غور فيدال، وجوزيف سوبران، وجون لو كاريه؛ وسياسيين أمريكيين مثل تشارلز ماثياس وبيت مكلوسكي.  وفي عام 1989، كتبت روبنبرغ في معرض تعليقها على حالتي ماثياس ومكلوسكي: "إن وصم الأفراد الذين يختلفون مع مواقف اللوبي بـ'معاداة السامية' هو ممارسة شائعة بين المدافعين عن إسرائيل".  وفي عام 1992، كتب الدبلوماسي الأمريكي جورج بال في كتابه "الارتباط العاطفي: تورط أمريكا مع إسرائيل" أن منظمة "أيباك" وغيرها من الجماعات المؤيدة لإسرائيل "تستخدم تهمة 'معاداة السامية' باستهتار لدرجة أنها أفقدتها قيمتها". وعزا بال هذا الأمر إلى غياب أي "حجة عقلانية" يمكن من خلالها الدفاع عن سياسات الدولة. 
ويشير نقاد آخرون، مثل الباحثة في الشؤون الإسرائيلية الفلسطينية ثريا دادو، والصحفي بن وايت، والباحث الإنجليزي ماثيو أبراهام، إلى أن جماعات الضغط الإسرائيلية الدولية قد وجهت تهمة معاداة السامية لشخصيات دولية بارزة عُرفت بتعبيرها عن مواقف مؤيدة للفلسطينيين، ومن بينهم الرئيس الأمريكي الأسبق جيمي كارتر، والأسقف ديزموند توتو. ويرى أبراهام أن هذا الأسلوب يمثل شكلًا من أشكال "الصوابية السياسية" التي من شأنها أن تقوض "إمكانية التوصل إلى فهم أعمق للظروف التي تنتج وتغذي الصراع الإسرائيلي الفلسطيني". 
ذكر كل من نعوم تشومسكي والأكاديميين جون ميرشايمر، ستيفن والت، ونورمان فينكلشتاين أن اتهامات معاداة السامية تزداد بعد أن تتصرف إسرائيل بعدوانية: في أعقاب حرب 1967، وحرب لبنان 1982، والانتفاضتين الفلسطينيتين الأولى والثانية، وقصف غزة.  وفي عام 2002، قال تشومسكي إن "رجل الدولة الإسرائيلي الموقر" أبا إيبان ذكر أن الدعاية الإسرائيلية سعت إلى "توضيح للعالم أنه لا يوجد فرق بين معاداة السامية ومعاداة الصهيونية"، مما يعني "انتقادات للسياسات الحالية لدولة إسرائيل". 
كتب ميرشايمر ووالت في عام 2008 أن تهمة معاداة السامية يمكن أن تثبط الآخرين عن الدفاع علنًا عن من وجهت إليهم التهمة.  وأشارا إلى أن الاتهامات الخطابية بمعاداة السامية تلقي عبء الإثبات على الشخص المتهم، مما يضعه في موقف "صعب" يتمثل في الاضطرار إلى إثبات نفي.  وقالا "يجب أن نشعر جميعًا بالانزعاج من وجود معاداة السامية الحقيقية" لكنهما اقترحا أن "اللعب بورقة معاداة السامية يخنق النقاش" و"يسمح للأساطير حول إسرائيل بالبقاء دون تحدي".  في عام 2010، كتب كينيث إل. ماركوس أنه على الرغم من أن ميرشايمر ووالت وصفا هذه الاتهامات بـ "المُصمت الكبير"، إلا أنهما لم يُسكتا، حيث حظي كتابهما وظهورهما بجمهور واسع. كما كتب ماركوس أن العديد من المعلقين المؤيدين لإسرائيل قد بذلوا جهدًا أيضًا ليقولوا إن كل انتقاد لإسرائيل ليس معاديًا للسامية. 

## طالع أيضًا
- معاداة الفلسطينيين
- رهاب الإسلام
- استثناء فلسطين
- لعب دور الضحية
- يهودي كاره لنفسه
- النونية في معاداة السامية

## فهرسة الكتب
- Abraham، Matthew (2014). Out of Bounds: Academic Freedom and the Question of Palestine. EBL-Schweitzer. Bloomsbury Publishing. ISBN:978-1-4411-9802-0. مؤرشف من الأصل في 2024-03-19. اطلع عليه بتاريخ 2025-06-07.
- Adalah؛ وآخرون (04 أبريل 2023). "Human Rights and other Civil Society Groups Urge United Nations to Respect Human Rights in the Fight Against Antisemitism". Human Rights Watch. مؤرشف من الأصل في 2025-06-07. اطلع عليه بتاريخ 2025-06-07.
- Allington، Daniel (01 أغسطس 2018). "'Hitler had a valid argument against some Jews': Repertoires for the denial of antisemitism in Facebook discussion of a survey of attitudes to Jews and Israel". Discourse, Context & Media. ج. 24: 129–136. DOI:10.1016/j.dcm.2018.03.004. hdl:2381/41960. ISSN:2211-6958. اطلع عليه بتاريخ 2025-06-07.
- Amor، Meir؛ وآخرون (03 نوفمبر 2022). "Scholars to UN: Don't adopt 'weaponised' antisemitism definition" (PDF). EUobserver. مؤرشف من الأصل (pdf) في 2025-06-13. اطلع عليه بتاريخ 2024-01-01.
- Arnold، S.؛ Blumenfeld، J. (2022). From Occupation to Occupy: Antisemitism and the Contemporary American Left. Studies in Antisemitism. Indiana University Press. ISBN:978-0-253-06314-4. اطلع عليه بتاريخ 2024-10-25.
- Ball، George W.؛ Ball، D.B. (1992). The Passionate Attachment: America's Involvement with Israel, 1947 to the Present. W.W. Norton. ISBN:978-0-393-02933-8. مؤرشف من الأصل في 2024-03-18. اطلع عليه بتاريخ 2025-06-07.
- Beinin، Joel (2004). "The New American McCarthyism: Policing Thought about the Middle East". Race & Class. ج. 46 ع. 1: 101–115. DOI:10.1177/0306396804045517. ISSN:0306-3968. S2CID:143636285. مؤرشف من الأصل في 2024-02-25. اطلع عليه بتاريخ 2025-06-07.
- Brownfeld، Allan (1987). "Anti-Semitism: Its Changing Meaning". مجلة الدراسات الفلسطينية. مؤسسة الدراسات الفلسطينية, University of California Press. ج. 16 ع. 3: 53–67. DOI:10.2307/2536789. ISSN:1533-8614. JSTOR:2536789. مؤرشف من الأصل في 2024-03-17. اطلع عليه بتاريخ 2025-06-07.
- Chomsky، Noam (1983). The Fateful Triangle: The United States, Israel, and the Palestinians. Politics/Mideast. South End Press. ISBN:978-0-89608-187-1.
- Chomsky، Noam (1989). Necessary Illusions. Pluto Press. ISBN:978-0-7453-0380-2.
- Chomsky، Noam (2002). "Anti-Semitism, Zionism, and the Palestinians" (PDF). Variant. ج. 2 ع. 16. مؤرشف من الأصل (pdf) في 2025-04-22. اطلع عليه بتاريخ 2025-06-07.
- Feldman، D.؛ Volovici، M. (2023). Antisemitism, Islamophobia and the Politics of Definition. Palgrave Critical Studies of Antisemitism and Racism. Springer International Publishing. ISBN:978-3-031-16266-4. مؤرشف من الأصل في 2024-01-01. اطلع عليه بتاريخ 2024-10-26.
- Findley، Paul (1987). They Dare to Speak Out (ط. 2nd). Lawrence Hill & Company. ISBN:978-0-88208-180-9.
- Finlay، W. M. L. (2005). "Pathologizing dissent: Identity politics, Zionism and the self‐hating Jew". British Journal of Social Psychology. ج. 44 ع. 2: 201–222. DOI:10.1348/014466604X17894. ISSN:0144-6665. مؤرشف من الأصل في 2025-01-16. اطلع عليه بتاريخ 2025-05-21.
- Finkelstein، Norman G. (2008). ما يفوق الوقاحة (كتاب): On the Misuse of Anti-Semitism and the Abuse of History. Berkeley, CA: University of California Press. ISBN:978-0-520-24989-9.
- Goodman، Simon (2025). "Managing Jewish Identity in Arguments Over Jewish Support for Palestine". Journal of Community & Applied Social Psychology. ج. 35 ع. 1. DOI:10.1002/casp.70039. ISSN:1052-9284. اطلع عليه بتاريخ 2025-06-07.
- Hirsh, David (2007). Anti-Zionism and Antisemitism: Cosmopolitan Reflections (بالإنجليزية). Yale Initiative for the Interdisciplinary Study of Antisemitism. ISBN:978-0-9819058-0-8. Archived from the original on 2024-05-14. Retrieved 2025-06-07.
- Hirsh، David (2010). "Accusations of malicious intent in debates about the Palestine-Israel conflict and about antisemitism The Livingstone Formulation, 'playing the antisemitism card' and contesting the boundaries of antiracist discourse". Transversal. ج. 11: 44–77. مؤرشف من الأصل في 2025-01-25. اطلع عليه بتاريخ 2024-01-01.
- Hirsh، David (2013). "Struggles over the Boundaries of Legitimate Discourse: Antizionism, Bad-Faith Allegations and The Livingstone Formulation". في Small، Charles Asher (المحرر). Global Antisemitism: A Crisis of Modernity. Institute for the Study of Global Antisemitism and Policy. ج. V: Reflections.
- Hirsh، David (2018). Contemporary left antisemitism. London ; New York: Routledge Taylor & Francis Group. ISBN:978-1-138-23530-4.
- Hirsh, David (2020). "The 'Livingstone formula' is dead". www.thejc.com (بالإنجليزية) (published 30 Oct 2020). Archived from the original on 2025-01-12. Retrieved 2024-01-31.
- Hirsh، David (2021). "Fathom Long Read | The Meaning of David Miller". Fathom. مؤرشف من الأصل في 2025-05-25. اطلع عليه بتاريخ 2025-03-02.
- Hirsh، David (2024). "It was the new phenomenon of Israel-focused antisemitism that required the new definition. David Hirsh responds to a recent 'call to reject' the IHRA". Fathom. مؤرشف من الأصل في 2025-04-05. اطلع عليه بتاريخ 2024-01-09.
- Landy، David؛ Lentin، Ronit؛ McCarthy، Conor (15 مايو 2020). Enforcing Silence: Academic Freedom, Palestine and the Criticism of Israel. دار زيد للنشر. ISBN:978-1-78699-653-4. مؤرشف من الأصل في 2024-11-27. اطلع عليه بتاريخ 2025-06-07.
- Lerman، A. (2022). Whatever Happened to Antisemitism?: Redefinition and the Myth of the 'collective Jew'. Pluto Press. ISBN:978-0-7453-3877-4. اطلع عليه بتاريخ 2024-10-26.
- Marcus، Kenneth L. (2010). "Anti-Semitism Denial and Minimisation". Jewish Identity and Civil Rights in America. Cambridge University Press. ص. 67–69. ISBN:978-1-139-49119-8.
- Mearsheimer، John؛ Walt، Stephen (2008). "The Great Silencer". اللوبي الإسرائيلي والسياسة الخارجية الأمريكية (كتاب). Penguin Books Limited. ص. 191–196. ISBN:978-0-14-192066-5.
- Melki، J. (2024). Media Literacy of the Oppressed: An Emancipatory Pedagogy for/with the Marginalized. Routledge Research in Media Literacy and Education. Taylor & Francis. ISBN:978-1-04-015755-8. اطلع عليه بتاريخ 2024-10-24.
- Plitnick، Mitchell؛ Aziz، Sahar F. (23 نوفمبر 2023). Presumptively Antisemitic: Islamophobic Tropes in the Palestine Israel Discourse (PDF). Rutgers University Law School Center for Security, Race, and Rights. مؤرشف من الأصل (pdf) في 2025-06-13. اطلع عليه بتاريخ 2025-06-07.
- Quigley، John (2021). The Legality of a Jewish State: A Century of Debate over Rights in Palestine. Cambridge University Press. ISBN:978-1-316-51924-0. مؤرشف من الأصل في 2024-03-19. اطلع عليه بتاريخ 2025-06-07.
- Rensmann، Lars (2019). "The Peculiar Appeal of the "Jewish Question": The Case of Left Antisemitism". Antisemitism Studies. ج. 3 ع. 2: 343–371. DOI:10.2979/antistud.3.2.07. ISSN:2474-1817. مؤرشف من الأصل في 2025-04-14. اطلع عليه بتاريخ 2025-06-07.
- Riemer، Nick (2022). Boycott Theory and the Struggle for Palestine: Universities, Intellectualism and Liberation. Off the Fence: Morality, Politics and Society. Rowman & Littlefield Publishers. ISBN:978-1-5381-7588-0. مؤرشف من الأصل في 2024-03-17. اطلع عليه بتاريخ 2025-06-07.
- Robins, Walker (2022). ""Weizmann to her was God": Dorothy Thompson's Journey to and from Zionism". American Jewish History (بالإنجليزية). 106 (1): 55–80. DOI:10.1353/ajh.2022.0003. ISSN:1086-3141. Archived from the original on 2025-06-03. Retrieved 2025-06-07.
- Rubenberg، Cheryl (1989). Israel and the American National Interest: A Critical Examination. University of Illinois Press. ISBN:978-0-252-06074-8. مؤرشف من الأصل في 2024-03-18. اطلع عليه بتاريخ 2025-06-07.
- Schraub، David (2016). "Playing with Cards: Discrimination Claims and the Charge of Bad Faith". Social Theory and Practice. ج. 42 ع. 2: 285–303. DOI:10.5840/soctheorpract201642216. ISSN:0037-802X. JSTOR:24871344. مؤرشف من الأصل في 2024-01-09. اطلع عليه بتاريخ 2025-06-07.
- Schirch, Lisa (2025). "Winning Coexistence: Six New Nonviolent Tactics for Palestine and Israel". Toda Peace Institute (بالإنجليزية). Archived from the original on 2025-02-23. Retrieved 2025-02-23.
- Segal، Raz (2024a). "Settler Antisemitism, Israeli Mass Violence, and the Crisis of Holocaust and Genocide Studies". Journal of Palestine Studies (نُشِر في 15 أغسطس 2024). ج. 53 ع. 2: 50–73. DOI:10.1080/0377919X.2024.2384385. مؤرشف من الأصل في 2025-05-14. اطلع عليه بتاريخ 2025-06-07.
- Segal، Raz (2024b). "How Weaponizing Antisemitism Puts Jews at Risk". TIME (نُشِر في 14 مايو 2024). مؤرشف من الأصل في 2025-05-23. اطلع عليه بتاريخ 2025-06-07.
- Steinberg، Bernie (2023). "For the Safety of Jews and Palestinians, Stop Weaponizing Antisemitism". جريدة هارفارد كريمسون (نُشِر في 29 ديسمبر 2023). مؤرشف من الأصل في 2025-05-23. اطلع عليه بتاريخ 2025-06-07.
- Stonebridge, Lyndsey (2017). "Humanitarianism Was Never Enough: Dorothy Thompson, Sands of Sorrow, and the Arabs of Palestine". Humanity (بالإنجليزية). 8 (3): 441–465. DOI:10.1353/hum.2017.0027. ISSN:2151-4372. S2CID:152073268. Archived from the original on 2025-06-03. Retrieved 2025-06-07.
- Thompson، Jon (2012). No Debate: The Israel Lobby and Free Speech at Canadian Universities. Canadian Association of University Teachers. Lorimer. ISBN:978-1-55277-657-5. مؤرشف من الأصل في 2024-01-09. اطلع عليه بتاريخ 2024-01-09.
- Ury، S.؛ Miron، G.؛ Miron، G. (2023). Antisemitism and the Politics of History. The Tauber Institute Series for the Study of European Jewry. Brandeis University Press. ISBN:978-1-68458-180-1. اطلع عليه بتاريخ 2024-10-24.
- Waxman، Dov؛ Schraub، David؛ Hosein، Adam (04 يوليو 2022). "Arguing about antisemitism: why we disagree about antisemitism, and what we can do about it". Ethnic and Racial Studies. ج. 45 ع. 9: 1803–1824. DOI:10.1080/01419870.2021.1960407. ISSN:0141-9870. S2CID:238721730. مؤرشف من الأصل في 2024-03-10. اطلع عليه بتاريخ 2025-06-07.
- Wecker، Menachem (01 مايو 2007). "In Defense of 'Self-Hating' Jews". Jewish Currents. مؤرشف من الأصل في 2025-05-22. اطلع عليه بتاريخ 2025-05-21.
- White، Ben (01 فبراير 2020). "Delegitimizing Solidarity: Israel Smears Palestine Advocacy as Anti-Semitic" (PDF). Journal of Palestine Studies. ج. 49 ع. 2: 65–79. DOI:10.1525/jps.2020.49.2.65. ISSN:0377-919X. S2CID:218853797. مؤرشف من الأصل (pdf) في 2025-01-30. اطلع عليه بتاريخ 2025-06-07.